# دون جون يونغ
دون جون يونغ (بالإنجليزية: Don John Young)‏ هو محامي وقاضي أمريكي، ولد في 13 يوليو 1910 في نورواك في الولايات المتحدة، وتوفي في 10 مايو 1996.